# Bocks sperwerkoekoek
Bocks sperwerkoekoek (Hierococcyx bocki, vaak nog: Cuculus bocki) is een koekoeksoort uit het geslacht Hierococcyx. Deze vogel is genoemd naar de Duitse anatoom Carl Ernst Bock, die als eerste een exemplaar had verzameld op Sumatra. Deze sperwerkoekoek wordt ook wel beschouwd als een ondersoort van de grote sperwerkoekoek (Hierococcyx sparverioides). Deze soort parasiteert op zangvogels.

## Verspreiding en leefgebied
Bocks sperwerkoekoek komt voor op het schiereiland Malakka, op Sumatra en op Borneo waar hij huist in montaan bos.